# عمار سیلا
عمار سیلا (انگلیسی: Amar Sylla؛ زادهٔ ۱ اکتبر ۲۰۰۱) بازیکن بسکتبال اهل Senegalese است.

## حرفه
وی در مسابقات کشوری و بین‌المللی در مجموع برندهٔ ۱ مدال نقره شده‌است.